# Vemmelev Sogn
Vemmelev Sogn er et sogn i Slagelse-Skælskør Provsti (Roskilde Stift).
I 1800-tallet var Hemmeshøj Sogn anneks til Vemmelev Sogn. Begge sogne hørte til Slagelse Herred i Sorø Amt. Vemmelev-Hemmeshøj sognekommune blev ved kommunalreformen i 1970 indlemmet i Korsør Kommune, der ved strukturreformen i 2007 indgik i Slagelse Kommune.
I Vemmelev Sogn ligger Vemmelev Kirke.
I sognet findes følgende autoriserede stednavne:
- Forlev (bebyggelse, ejerlav)
- Forlev Mærsk (bebyggelse)
- Møllesøen (bebyggelse)
- Ormeslev (bebyggelse, ejerlav)
- Søhuse (bebyggelse)
- Tinghuse (bebyggelse)
- Tjæreby Vejle (areal, ejerlav)
- Vejlager (bebyggelse)
- Vemmelev (bebyggelse, ejerlav)

## Kendte personer fra Vemmelev
Christian Andersen (Klumben) (1987-) - Dansk rapper.